# (24726) 1991 VY
1991 في واي (ويعرف أيضًا باسم (24726) 1991 في واي وفق تسمية الكوكب الصغير) (بالإنجليزية: 1991 VY)‏ هو كويكب ضمن حزام الكويكبات؛ وترتيبه 24726 من حيث الاكتشاف.
اكتُشف هذا الجُرم الفلكي بواسطة Kazuro Watanabe ‏ في 2 نوفمبر 1991.

## وصلات خارجية
- (24726) 1991 VY في قاعدة بيانات مختبر الدفع النفاث لأجرام النظام الشمسي الصغيرة

- الاكتشاف · مخطط المدار ·  العناصر المدارية · المعلمات المادية

- (24726) 1991 VY على موقع ويكي سكاي: DSS2, SDSS, GALEX, IRAS, Hydrogen α, X-Ray, Astrophoto, Sky Map, Articles and images